# التحالف الرباعي (1815)
تم تشكيل التحالف الرباعي من قبل القوى العظمى الملكية لكل من النمسا وبروسيا وروسيا وبريطانيا العظمى، من أجل مواجهة التهديدات السياسية العسكرية والثورية التي شكلها توسع الإمبراطورية الفرنسية الأولى تحت حكم نابليون الأول، وأيضاً لخوض حرب التحالف السابع. تم إضفاء الطابع الرسمي على التحالف بتوقيع معاهدة باريس في 20 نوفمبر 1815، وذلك في أعقاب الهزيمة النهائية لنابليون في معركة واترلو في 18 يونيو 1815. جدد التحالف الوفاق الأوروبي الذي يهدف إلى تعزيز استقرار العلاقات الدولية الأوروبية في ذلك الوقت، مع تعهد الدول الموقعة على المساعدة العسكرية لسحق أي تكرار للثورات في أوروبا مثل الثورة الفرنسية. استمر التحالف الرباعي حتى عام 1818.